# Marcos Fernández Fernández
Marcos Fernández Fernández (Villarejo de Órbigo, León, España; 4 de junio de 1937 - Pozuelo de Alarcón, Madrid, España; 9 de enero de 1998) fue un empresario, constructor y dirigente deportivo español. Propietario del holding Parquesol, fue también presidente y máximo accionista del Real Valladolid Club de Fútbol desde 1992 hasta su muerte, en 1998, víctima de una leucemia.

## Biografía
De marcada vocación emprendedora desde su juventud, con 16 años viajó a Cuba para trabajar en una zapatería de sus tíos. Poco tiempo después, era propietario de un negocio de calzado. Se introdujo también en el ramo del transporte, hasta que la revolución castrista le expropió su bienes, lo que le llevó a regresar a España para empezar, nuevamente, de cero.
Trabajó para la empresa Colgate-Palmolive hasta que centró su actividad en el sector inmobiliario, primero en Miami y desde 1985, en Valladolid. Adquirió unos terrenos en la margen oeste del río Pisuerga, donde construyó 12.000 viviendas, dando origen al nuevo Barrio de Parquesol. Su empresa, Grupo Parquesol, se convirtió en un próspero holding integrado por una treintena de sociedades.
Paralelamente a su faceta como empresario de la construcción y promotor inmobiliario, el 20 de abril de 1992 fue elegido presidente del Real Valladolid, reemplazando al dimisionario Andrés Martín. Marcos Fernández accedió al cargo en uno de los momentos más críticos, deportiva y económicamente, de la historia de la entidad. Con el equipo recién descendido a Segunda División, ahogado por una deuda millonaria y al borde de la desaparición ante la inminente entrada en vigor de la Ley del Deporte, Fernández realizó una importante inyección económica y culminó la conversión del club en Sociedad Anónima Deportiva, en junio de 1992.
Durante los cinco años en los que estuvo al frente del Real Valladolid como presidente y máximo accionista, logró sanear la economía de la entidad, acometió la reforma del Estadio José Zorrilla, devolvió al equipo a la Primera División y lo clasificó para la Copa de la UEFA por segunda vez en su historia. Fue también directivo de la Real Federación Española de Fútbol.
En febrero de 1997 le fue diagnosticada una trombopenia. Durante prácticamente un año, luchó contra la enfermedad, viajando incluso a una clínica de Seattle para recibir tratamiento. Finalmente, falleció el 9 de enero de 1998, a los sesenta años. Sus hijos, Marcos Fernández Fermoselle primero y luego Ángel Fernández Fermoselle le sucedieron al frente de la presidencia del Real Valladolid.